# Лопес Хордан, Рикардо (отец)
Хосе Рикардо Лопес Хордан (исп. José Ricardo López Jordán; 7 февраля 1793, Консепсьон-дель-Уругвай, Вице-королевство Рио-де-ла-Плата — 1846, Пайсанду, Уругвай) — аргентинский военный, федеральный лидер провинции Энтре-Риос, сводный брат Франсиско Рамиреса и отец генерала Рикардо Лопеса Хордана.

## Первые годы
Родился в 1793 году в Арройо-де-ла-Чина, сегодня Консепсьон-дель-Уругвай, в семье Лоренцо Хосе Лопеса и Тадеи Флорентины Хордан. С 1811 года сопровождал своего сводного брата Франсиско Рамиреса в его военных походах против испанцев в Монтевидео и в войнах против провинции Буэнос-Айрес. Он отличился при захвате двух испанских кораблей, пытавшихся атаковать его город. На протяжении всей жизни Франсиско Рамиреса Хосе Хордан был его самым верным и близким помощником.
В 1819 году он помог Эстанислао Лопесу в борьбе с портеньос, а в конце того же года остался временным командующим своей провинцией, в то время как Рамирес атаковал и разгромил армию Буэнос-Айреса в битве при Сепеде. Он помог своему брату победить Хосе Артигаса и основать Республику Энтре-Риос, в которую входили Корриентес и Мисьонес (но которая не должна была стать отдельной страной, а скорее автономной провинцией). И он командовал им в апреле 1821 года, когда Рамирес вторгся в провинцию Санта-Фе.

## Первое правительство
Узнав о поражении и смерти Рамиреса в Кордове в июле 1821 года, Хордан попытался начать мирные переговоры с провинциями Санта-Фе и Буэнос-Айрес, но эти переговоры потребовали от него роспуска Республики, сокращения армии и возвращения в Буэнос-Айрес всей добычи, захваченной им за предыдущие три года. Лопес Хордан был вынужден согласиться, но его авторитет сразу же стал неизвестен в Корриентесе.
В сентябре Рикардо Лопес Хордан был свергнут Лусио Норберто Мансильей, который стал губернатором. Он основал свою столицу в Паране, где его союзники из Буэнос-Айреса и Санта-Фе могли его защитить. Лопес Хордан удерживал контроль над побережьем реки Уругвай в течение нескольких недель, но в конечном итоге был вынужден бежать в Пайсанду. Энтре-Риос присоединился к миру между провинциями Санта-Фе, Кордова и Буэнос-Айрес.

## Гражданские войны
В 1824 году Рикардо Лопес Хордан был помилован губернатором Хуаном Леоном Соласом и вернулся в Энтре-Риос. Он был назначен командующим восточной частью провинции. В декабре 1825 года, когда Солас оставил власть, законодательный орган избрал Лопеса Хордана его преемником, но под давлением губернатора Санта-Фе Лопеса выборы были аннулированы, и Солас был переизбран. Лопес Хордан протестовал, но в итоге смирился с ситуацией.
Хуан Леон Солас вступил в союз с унитарианцами Буэнос-Айреса, и почти вся провинция просила своего противника освободить их от него. Лопес Хордан восстал и получил большую поддержку по всей провинции.
Президент Аргентины Бернардино Ривадавия направил полковника Мануэля Эскаладу в качестве посредника между враждующими группировками, а губернатором был избран еще один полковник. В следующем году его обвинили в отправке донесений бразильским лидерам в разгар войны против Бразилии. Он ушел в отставку и переехал в Пайсанду.
В 1830 году Рикардо Лопес Хордан заручился поддержкой Хуана Лавалье во время вторжения в провинцию, поскольку планировал атаковать федералистов Санта-Фе из Параны. Но когда ему удалось захватить столицу и правительство, он сделал это от имени федерального правительства. Хуан Лавалье вернулся в Монтевидео, а Хуан Мануэль де Росас и Эстанислао Лопес вынудили Лопеса Хордана уйти в отставку и снова эмигрировать, но перед этим им пришлось принять участие в двух нерешительных битвах.
В марте 1831 года Рикардо Лопес Хордан предпринял вторую попытку вторжения, снова при поддержке Хуана Лавалье и унитарианцев, а также Эусебио Эренью , Веласкеса и Хусто Хосе де Уркисы . После нескольких дней наступления он потерпел поражение в битве при Кле и бежал, вынудив унитарианцев вернуться в Уругвай. Вскоре после этого Единая лига внутренних дел прекратила свое существование.

## Последние годы
Рикардо Лопес Хордан оставался практически бездеятельным в Пайсанду до 1839 года, когда присоединился к армии Хуана Лавалье во время его вторжения в Энтре-Риос. В сентябре они атаковали Гуалегуайчу, где командующий Эдуардо Вильягра заставил их отступить, и разбили федералов под командованием Висенте Сапаты в Йеруа. Хуан Лавалье надеялся, что провинция вынесет решение в его пользу, но поскольку такого решения не последовало, он отступил в Корриентес. Лопес Хордан был побежден Хуаном Пабло Лопесом из Санта-Фе и взят в плен.
В 1841 году его сын Рикардо, отправленный Мануэлем Орибе объявить о победе федеральных войск в битве при Арройо-Гранде в Буэнос-Айресе, убедил Хуана Мануэля де Росаса освободить отца. Тем временем Хуан Лавалье потерпел поражение и был убит в Жужуе.
Он навсегда поселился в Пайсанду и больше не вмешивался в политику или войны, выполнив обещание своего сына Росасу.
Он умер в Пайсанду, Уругвай, в 1846 году.
Его сын Рикардо долгое время вёл предвыборную кампанию в тени Хусто Хосе де Уркисы, а затем возглавил революцию. Он станет последним вооруженным лидером и последним признанным лидером федеральной партии.